# Carlo Piaggia
Carlo Piaggia (Badia di Cantignano, 4 gennaio 1827 – Karkog, 17 gennaio 1882) è stato un esploratore italiano.

## Biografia
Nacque a Badia di Cantignano, frazione del comune di Capannori in Lucchesìa, da una famiglia numerosa composta dal padre, la madre e sei fratelli.
La famiglia Piaggia non era molto ricca, infatti, per vivere, tutti i membri lavoravano nelle terre o nel mulino che possedevano.
Iniziò a ricevere un'adeguata istruzione dal parroco del paese, appassionandosi alla lettura dei libri ma, a causa delle condizioni economiche della famiglia, dovette abbandonare questa passione per continuare a svolgere le sue mansioni all'interno dei campi.
All'età di ventidue anni perse, a causa del colera, la madre, tre fratelli e due sorelle. Consumato dal dolore e dai gravi problemi economici in cui si trovava la famiglia, il 1º maggio del 1851 decise di lasciare l'Italia per svolgere attività lavorative a Tunisi e ad Alessandria.
Compiuti i ventinove anni di età, nel 1856-1857 iniziò il suo primo viaggio esplorativo del corso del Nilo, partendo da Khartoum, dove si uniscono i due rami principali del grande fiume (Bianco e Azzurro) e arrivando fino a Gondokoro.
Dopo un primo ritorno a Lucca, nel 1860 accompagnò Orazio Antinori nel viaggio lungo il bacino del Bahr el Ghazal (il fiume delle gazzelle) nel Sudan meridionale.
Dal novembre 1863 al luglio 1865 si trovò da solo ancora in questo territorio inesplorato, e vi rimase fino all'esaurimento delle proprie provviste; in questo periodo approfondì la conoscenza geografica dei luoghi ed etnografica e antropologica, in quanto frequentò la tribù cannibale dei Sandè.
Dal 1871 lavorò per la Società Geografica Italiana in compagnia di Antinori, in Eritrea, nella regione del fiume Anseba, raccogliendo notizie sulle popolazioni locali. Dopo la partenza del collega, continuò a effettuare spedizioni anche per conto dei locali governi.
Nel 1873, al seguito del console francese De Sarzach e dell'esploratore francese Raffray, attraversò l'Etiopia.
Nel 1874, da solo, circumnavigò il lago Tana e ne esplorò le isole.
Nel biennio successivo, risalendo in barca con Romolo Gessi il Nilo Bianco, esplorò il Lago Alberto e scoprì il Lago Kyoga, che egli chiamò lago Capechi.
Nel 1877 tornò in patria, ma per poco. L'anno successivo fu di nuovo nel sud dell'Etiopia, esplorando quanto ancora c'era di sconosciuto circa gli affluenti del Nilo Azzurro.
In questi anni la sua base di partenza fu sempre Khartoum.
Nel 1880, avuta la notizia che due esploratori della Società Geografica Italiana erano stati fatti prigionieri nella località di Cialla nel Ghera, partì ancora lungo il corso del Nilo Azzurro, ma la spedizione fu fallimentare: le autorità locali, ostili, prima ne rallentarono il viaggio, poi lo imprigionarono. Liberato, fu costretto a rientrare a Khartoum nel 1881.
Molto provato fisicamente, alla fine dello stesso anno intraprese una nuova spedizione, incurante delle proprie condizioni di salute, nel Sudan meridionale, per andare in soccorso dell'esploratore olandese Shuver. Arrivato a Karkog (nei pressi di Sennar) il 7 gennaio 1882, vi morì dieci giorni dopo.
Piaggia fu molto apprezzato e conosciuto come fornitore di animali da imbalsamare alle principali collezioni naturalistiche europee. A Lucca, presso il Gabinetto di Storia Naturale del Liceo Classico Nicolò Machiavelli, è conservata una collezione composta da oltre settanta specie di uccelli e una coppia di pantere (Collezione Piaggia). Gran parte di questi animali venne catturata presso Famaka, nell'attuale Sudan Meridionale.

## Omaggi
- La città di Torino gli ha intitolato un viale alberato interno al parco Ruffini.

- A Viareggio gli è stato intitolato l'istituto tecnico commerciale.

- Nella frazione di San Cassiano a Vico del comune di Lucca la scuola elementare è intitolata a Carlo Piaggia.